# Enrico Purgotti
Enrico Purgotti (Perugia, 1835 – 1882) è stato un chimico italiano.

## Biografia
Era figlio di Sebastiano Purgotti, il quale era stato a sua volta docente universitario ricoprendo le cattedre di chimica e matematica tra il 1827 e il 1871. 
Per più di dieci anni insegnò Chimica analitica e farmaceutica, all'Università di Perugia. Dal continuo ed instancabile lavoro, dalle sue ricerche e i suoi esperimenti, nel 1871 scoprìuna nuova pasta per produrre fiammiferi senza fosforo, adottata ed applicata in tutte le fabbriche del tempo.
| Controllo di autorità | SBN PUVV455361 |